# Tanjung Syam
Tanjung Syam is een bestuurslaag in het regentschap Kerinci van de provincie Jambi, Indonesië. Tanjung Syam telt 414 inwoners (volkstelling 2010).